# Supercondutividade colorida
Supercondutividade colorida é um fenômeno que é previsto ocorrer em matéria quark se a densidade de bárion é suficientemente alta (bem acima da densidade nuclear) e a temperatura não é demasiadamente alta (bem abaixo de 1012 Kelvin's). Fases de supercondutividade colorida são contratantes com a fase normal da matéria quark, a qual é só um líquido de Fermi de quarks com interações fracas.
Em termos teóricos, uma fase de supercondutividade colorida é um estado no qual os quarks próximos à superfície de Fermi tornam-se relacionados em pares de Cooper, os quais condensam-se. Em termos fenomenológicos, uma fase de supercondutividade colorida quebra algumas das simetrias da teoria subjacente, e tem um muito diverso espectro de excitações e muitas diferentes propriedades de transporte da fase normal.

## Descrição

### Analogia com metais supercondutores
À baixa temperatura, muitos metais tornam-se supercondutores. Um metal pode se visto como um líquido de Fermi de elétrons, e abaixo de uma temperatura crítica, uma interação atrativa mediada por um Fônon entre os elétrons próximos à superfície de Fermi causa-lhes a formação de pares e forma um condensado de pares de Cooper, os quais via o mecanismo de Anderson-Higgs faz o fônon massivo, conduzindo a comportamento característicos de um supercondutor; condutividade infinita e a exclusão de campos magnéticos (efeito Meissner). Os ingredientes cruciais para isto ocorrer são:
1. um líquido de férmions carregados
2. uma interação atrativa entre os férmions
3. baixa temperatura (abaixo da temperatura crítica)

Estes ingredientes estão também presentes em matéria quark suficientemente densa, levando físicos a esperar que alguma coisa similar aconteça neste contexto:
1. quarks carreguem tanto carga elétrica quanto carga colorida;
2. a interação forte entre dois quarks é fortemente atrativa;
3. a temperatura crítica é esperada em se situar na escala da QCD, a qual é da ordem de 100 MeV, ou 1012 kelvins, a temperatura do universo poucos minutos após o big bang, então matéria quark que nós podemos atualmente observar em estrelas compactas ou outras disposições naturais irá estar abaixo desta temperatura.

O fato que um par de Cooper de quarks transporte um padrão de carga de cor, assim como um padrão de carga elétrica, significa que os glúons (os quais mediam a interação forte como os fótons mediam o eletromagnetismo) torne-se único em uma fase com um condensado de pares de Cooper de quarks, então tal fase é chamada um "supercondutor de cor". Atualmente, em muitas fases supercondutoras de cor o fóton em si não se torna massivo, mas mistura-se com um dos glúons para tornar-se um novo "fóton em rotação" sem massa. Isto em uma escala de MeV relembra a mistura de hipercarga e W3 bósons que originalmente produziram o fóton na escala de TeV da quebra da simetria eletrofraca.

## Diversidade de fases de supercondutividade colorida
Diferentemente de um supercondutor elétrico, a matéria quark supercondutora apresenta-se em muitas variedades, cada uma das quais está em uma fase separada de matéria. Isto é porque os quarks, diferentemente dos elétrons, apresentam-se em muitas espécies. Há três diferentes cores (vermelho, verde, azul) e no núcleo de uma estrela compacta prevê-se três diferentes "sabores" (acima, abaixo, estranho), perfazendo nove espécies no todo. Então formando pares de Cooper há uma matriz {\displaystyle 9\times 9} cor-"sabor" de possíveis padrões de pares. As diferenças entre estes padrões são muito fisicamente significantes: diferentes padrões quebram diferentes simetrias da teoria básica, conduzindo a diferentes espectros de excitação e diferentes propriedades de transporte.
É muito difícil predizer quais padrões de pares irão ser favorecidos na natureza. Em princípio esta questão deveria ser respondida por cálculos em QCD, já que QCD é a teoria que amplamente descreve a interação forte. No limite de densidade infinita, onde a interação forte torna-se fraca devido à liberdade assintótica, cálculos controlados podem ser realizados, e é sabido que a fase favorecida de matéria quark de três "sabores" é a fase "chaveada cor-sabor". Mas em densidades que existem na natureza estes cálculos são irrealizáveis, e a única alternativa conhecida é a aproximação computacional por "força bruta" de retículo QCD, o qual infelizmente tem uma dificuldade técnica (o "problema do sinal") que resulta inútil para cálculos a alta densidade de quark e baixa temperatura.